# 温泉の素
温泉の素（おんせんのもと）は、入浴のいかんに関わらず、適温の湯に目的の温泉物質等を入れ、温泉の雰囲気、温泉の効果を期待して入れる成分物質の総称である。

## 分類

### 目的別分類
1. 入浴を目的とせず、できる限り目的の温泉に似せて成分を調合する観賞用（雑品）。
2. 入浴を目的とし、できる限り目的の温泉に似せたうえ、[薬事法]の規制範囲内となるように、成分調整を行うもの（医薬部外品（浴用剤、入浴剤）、入浴用化粧品（浴用化粧品））。
3. 入浴を目的とし、温泉に含まれる成分に、その他の効果効能を期待して別の成分を添加し、清涼効果や保湿効果、アロマ効果、温浴効果の助長などの効果を持たせたもの（医薬部外品（浴用剤、入浴剤）、入浴用化粧品（浴用化粧品））。

### 成分別分類
1. 無機塩類（炭酸Na、炭酸水素Na、塩化Na、硫酸Na、メタ珪酸Na、炭酸Caなど）
2. 酵素類（パパイン、タンパク質酵素など）
3. 有機酸類（リンゴ酸、クエン酸、乳酸、酒石酸、コハク酸など）
4. 薬用植物類（チンピ、トウキ、ヨモギ、ユズ、アロエ、ショウブ、ハッカなど）
5. 保湿剤（グリセリン、カゼイン、ワセリン、プロピレングリコール、海藻エキスなど）
6. 着色料（赤色102、黄色4号などのタール色素、ビタミンB2、カロチン、酸化チタンなど）
7. 香料（硫黄香料、硫化水素香料など）
8. その他（珪酸、デキストリンなど）
9. これらの複合物

### 形状別分類
1. 粉体
2. 錠剤（紛体を加圧形成したもの）
3. 液体

## 影響

### 皮膚への影響
入浴を目的とした場合、日本国内では厚生労働省もしくは都道府県知事より医薬部外品の製造許可、もしくは化粧品（入浴用）の製造許可を受けた製造事業所が製造することになっている。
化粧品は、各事業者の判断で製造することになっており、医薬部外品は厚生労働省もしくは都道府県知事より許可を受けて製造していることになる。
現在医薬部外品として製造されている商品と同等の成分であれば、いくつかの商品で実施されている皮膚刺激性テストなどからいって、皮膚に悪影響を与えるような成分は含まれていない。
各商品の成分配合にもよるが、医薬部外品、入浴用化粧品には、ほぼ同様の成分が含まれており、薬事法上、医薬部外品に限って表示可能な効果として「あせも、荒れ性、うちみ、くじき、肩のこり、神経痛、しっしん、しもやけ、冷え症、腰痛、痔、リウマチ、疲労回復、ひび、あかぎれ、産前産後の冷え症、にきび」がある。
入浴用化粧品で表示可能な効果としては「肌のキメを整える、肌荒れを防ぐ、皮膚にうるおいを与える、肌にハリを与える、肌を滑らかにする」などがある。
以上が薬事法で表記可能な効果だが、それ以外にも「お子様のアトピー性皮膚炎に効果があった。筋肉痛の痛みを和らげた。冬季にポカポカと体が温まってよく眠れた」など個人差もあるが、そういった報告もあがっているようである。

### 誤飲への影響
各事業者は、誤飲を避けるため注意書きにより啓蒙している。しかし、浴槽へ温泉の素を溶解した湯を、万一誤飲した場合であっても、医薬部外品もしくは化粧品では、その成分の基準により重大事故を招くような恐れのある成分・成分量は配合していないのが実情である。
温泉の素そのものを多量に誤飲した場合には、医師の診断をすみやかに受けたほうが良い。

### 洗濯への影響
各事業者は、残り湯を洗濯用水として使われることがあることを想定して製造しているが、様々な繊維類によってつくられる衣類は多岐にわたり、ひとまとめにして「洗濯に使用できます」とは謳いづらいのが実情のようである。
したがって一律に「残り湯は洗濯に使用できません」と表記している。特に白物衣類には、着色料や香料を使用したものは使用せず、無色透明の残り湯だけを使用すれば、洗濯にも使用できるものと思われる。

### 風呂釜への影響
各事業者は、浴槽や風呂釜への影響がないようにpHの調整や成分の調整を行っている。
pHが低くなり、酸性度合いが高まれば、浴槽の金具や排水溝の金具、大理石などが腐食する恐れも出てくる。
そこで5以上、できれば6以上の温泉の素を使用することが望ましい（但し、商品にはpHの表示義務がないため、表示されていないのが実情である）。
成分調整では、ヒ素などの成分、放射性物質は誤飲の危険性もあるので含まれていない。
また、特に市販されているいわゆる入浴剤では、イオウ成分を全て排除したものが多くなっているようだが、あえて、温泉の香りや雰囲気を大切にするため、風呂釜を腐食するほどの量ではないようだが、微量のイオウ成分を含むことが多いようである。
いずれにしても、浴槽や風呂釜を痛める心配はないものと思われる。